# 擾乱

刻々と変化する気象と擾乱、気象衛星GOESが撮影した水蒸気画像(PD US NOAA)

地球の大気圏では自転などの影響で常に対流が起こっている。その中でも、普通の動きとは違い、時間とともに刻々と変化する比較的小さな乱れが常に発生している。このように大気が乱れる現象を気象学では擾乱（じょうらん）と呼んでいる。観応の擾乱など騒乱の意味合いと区別し、気象学における擾乱であることを明確にするため、気象擾乱と呼ぶこともある。

## 擾乱とは
大気は常に流動しているが、時間的・空間的にも大きな規模の中で、ある程度の乱れを起こしている。例えば偏西風、偏西風波動などといった、年中起こっている大きな規模の大気の流れの中で、高気圧や低気圧、台風など、発生したり消滅したりを年中繰り返すという、相対的に小さな規模の運動が見られる。
これは、川の流れを観察しているとき、高地から低地へ流れるという全体的な現象の中で、大きな渦や小さな渦が発生したり消滅したり、地形などの影響で部分的に流れの形を変えているようなことと同じである。
このような、大気の流れの内の大きな規模の現象に対して、時間とともに刻々と変化する小さな規模の大気の乱れを、気象学では擾乱と呼んでいる。
また、この擾乱の内、波動性の擾乱（これを波動擾乱という）をもつものを大気擾乱という。

## 擾乱の発生原理

小川に現れたカルマン渦

擾乱は厳密には「定常状態からの乱れ」と定義されている。定常状態とは今述べた例のように、着目している現象（例えば川の場合だと流れの中で起きる小さな渦など）よりも時間的にも空間的にも規模が大きな現象のことをいう（この場合は川の流れ）。
ただし、気象学ではかなり広義に用いられる用語であり、低気圧や低気圧の発生が見込まれる領域のことを擾乱といったりもする。
擾乱は大気中に力学的・熱力学的不安定（主に気圧や温度の乱れのこと）が生じたときに発生する。すなわち、その不安定な状態を解消しようとして起きる運動が擾乱である。例えば、偏西風波動により気圧の尾根から気圧の谷に吹く風は、地上よりも上空のほうが気圧が高いという力学的不安定が生じるために、それを解消しようと下降気流が発生し、結果的に高気圧という擾乱が生じる。そして、ここで不安定が解消された以上、これ以上大きな擾乱が発生することはできず、その擾乱の時間的・空間的規模が決定する。
上記から分かるように、擾乱はその不安定の種類によって時間的・空間的規模が決まるので大気中には様々な規模の擾乱が存在する。ただし、それらの規模の現象が個々に存在するのではなく、それぞれ密接な関連性をもっている。これを擾乱の階層構造と呼ぶ。

## 擾乱の種類と規模

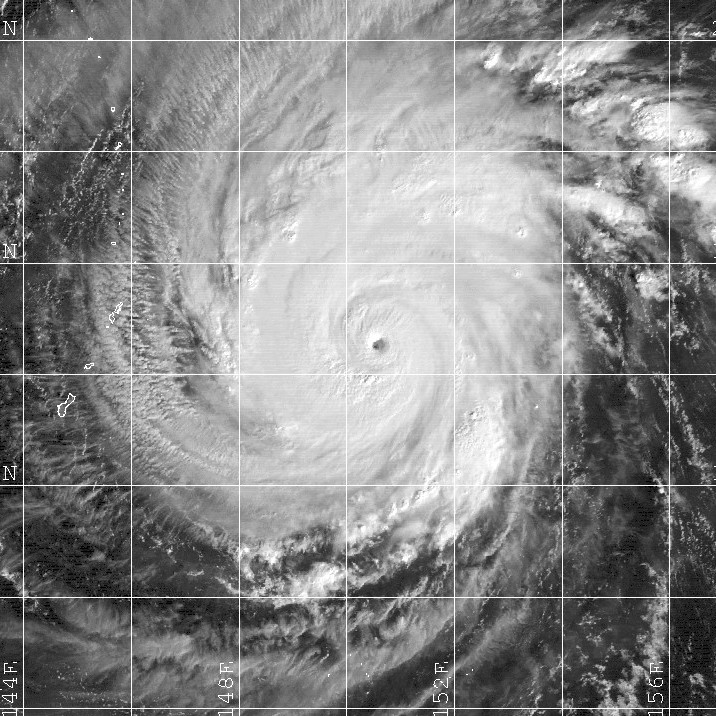
台風

例えば、発生してから数秒間で消えるつむじ風などは、時間的にも空間的にも非常に規模の小さい現象である。大気中で暖められた空気の塊が上昇する熱泡（熱上昇気流）なども、時間的・空間的に小さい規模である。
竜巻、積乱雲なども数時間の間発生するだけで、様々な擾乱からみると比較的規模が小さい。このような秒から1時間単位の擾乱をマイクロスケールの擾乱と呼ぶ。また、規模の大きな積乱雲による雷雨や竜巻などは数時間にも及ぶことが多いので、これらの数時間単位の擾乱をメソスケールの擾乱と呼ぶ。
また、低気圧、高気圧、海陸風、熱帯低気圧などの数日間に及ぶ擾乱を総観スケールの擾乱、超長波、プラネタリー波、ロスビー波などの数ヶ月単位で起こる規模の大きな擾乱を惑星スケールの擾乱と呼んでいる（ただし、高気圧などは惑星規模になることもある）。この例から、時間的規模が大きい擾乱ほど空間的規模が大きいということも分かる。